# Aaron Donnelly (football)
Pour les articles homonymes, voir Donnelly.
Aaron Donnelly, né le 8 juin 2003 à Magherafelt en Irlande du Nord, est un footballeur international nord-irlandais. Il joue pour le Dundee FC.

## Biographie

### En club
Né à Magherafelt en Irlande du Nord, Aaron Donnelly commence le football avec le club local de Magherafelt Sky Blues. Il est formé par le Dungannon Swifts avant de rejoindre Nottingham Forest à l'été 2019, afin d'y poursuivre sa formation. Le 10 août 2021, il signe son premier contrat professionnel avec Nottingham Forest.
Il joue son premier match en professionnel le 23 août 2022, lors d'une rencontre de coupe de la Ligue anglaise contre le Grimsby Town. Il est titularisé lors de ce match remporté par son équipe sur le score de trois buts à zéro,. En décembre 2022, Donnelly prolonge son contrat avec Nottingham Forest.
Le 23 janvier 2023, Donnelly est prêté jusqu'à la fin de la saison à Port Vale.
Aaron Donnelly rejoint le club écossais du Dundee FC le 24 juillet 2023, sous la forme d'un prêt d'une saison.
Ses débuts avec son nouveau club sont toutefois retardés en raison d'une blessure à la cheville qui le tient éloigné des terrains pendant plusieurs semaines. Il joue son premier match pour Dundee le 28 octobre 2023, lors d'une rencontre de championnat face au Livingston FC. Il est titularisé en défense centrale et son équipe s'impose par deux buts à zéro.
Le 28 août 2024, Donnelly a rejoint le club de EFL League Two Colchester United en prêt pour la saison 2024–25. Il a fait ses débuts le même jour en Coupe EFL contre le club de Premier League Brentford.
Le 8 janvier 2025, Aaron Donnelly fait son retour au Dundee FC en signant un contrat de trois ans et demi avec le club écossais, valable jusqu'en juin 2028. 

### En sélection
Aaron Donnelly commence sa carrière internationale avec l'équipe d'Irlande du Nord des moins de 16 ans. Avec cette équipe il joue deux matchs en 2018.
En juin 2023, Aaron Donnelly est convoqué pour la première fois avec l'équipe nationale d'Irlande du Nord par le sélectionneur Michael O'Neill.
Il honore sa première sélection le 11 juin 2024, contre Andorre. Il entre en jeu à la place de Ciaron Brown lors de cette rencontre remportée par les siens sur le score de deux buts à zéro,.